# Gomer
Gomer (גֹּמֶר, ebraică standard Gómer, ebraică tiberiană Gōmer, pronunțat [ɡomeʁ]) a fost fiul cel mai mare fiu al lui Iafet (cel mai mare fiu din linia iafetică), și tatăl lui Așchenaz, Rifat și Togarma, în conformitate cu "Tabelul Națiunilor" din Biblia ebraică, (Geneza 10).
Omonim Gomer, "în picioare pentru întreaga familie," ca compilatoare de evreiești Enciclopedia a exprimat, [1] este, de asemenea, menționat în Cartea Ezechiel 38: 6 ca aliat al Gog, șeful țara lui Magog.
În folclorul islamic, istoricul persan Muhammad ibn Jarir al-Tabari (c. 915) relatează o tradiție persană care Gomer a trăit până la vârsta de 1000, menționând că acest record egalat cea a Nimrod. Această afirmație este total falsă deaorece Metusala a trăit cel  mai mult.
Astăzi se știe despre Gomer ca fiind strămoșul popoarelor următoare: Sciții, Cimerieni* (disputat), Caledonieni, Armeni,  Turci, Bulgari , Picți, Milezieni, , Elvețieni, Celți, Galateni, Goți (si vizigoti si tribul disparut ostrogot), Vandali (disparuti), Iuți, Franci, Francezi, Burgundi, Germani, Belgieni, Olandezi, Luxemburghezi, Liechteinșteinezi, Austrieci, Elvetieni, Anglo-Saxoni, Britoni, Englezi, Alemani, poporul Cornish, Irlandezi, Gali, Scoțieni și popoarele inrudite. La originile poporului Irlandez stau mai mulți fii ai lui Iafet nu numai Gomer ci și: Magog, Tubal și poate chiar Meșec. Armeni sunt de asemenea un amalgam de popoare înfrățite cu Azeri și Georgieni nemenționați dar de asemenea înrudiți. Originea Cimerienilor e disputată dar probabil sunt înrudiți cu Armenii. Uni cred că Frigienii sunt din Gomer dar ei probabil nu sunt. Teoriile spun că Scandinavi sunt urmașii lui Gomer și Magog deși din câte se știe se trag doar din Magog, dar e foarte probabil. Goții  se trăgeau din Gomer și Magog.